# Здание аптеки (Туркестан)
Здание аптеки (каз. Дәріхана ғимараты) — памятник архитектуры конца XIX века в городе Туркестане. Входит в список памятников истории и культуры местного значения Туркестанской области.

## Архитектура
Вместе с примыкающими с двух сторон зданиями образует фронтальную застройку квартала. Кирпичное здание, стены оштукатурены и побелены. Часть помещений перепланирована. Здание представляет собой пример слияния европейской архитектуры с региональными строительными традициями. Так, на дворовом фасаде устроен айван с деревянными колоннами. Объём здания прямоугольный в плане, оформлен лопатками в углах и на простенках. К главному входу ведёт лестница с двухскатных козырьком на гнутых металлических кронштейнах над дверьми. Окна оформлены рифлёными наличниками с лучковыми перемычками. Завершает фасадную композицию профилированный карниз. Внутри к просторному торговому залу примыкает ряд смежных помещений. Комнаты оформлены тягами и гипсовыми розетками на плафонах.